# 山田重夫
山田 重夫（やまだ しげお、1964年〈昭和39年〉7月17日 - ）は、日本の外交官。東京都出身。在アメリカ合衆国日本大使。

## 人物・略歴
- 1983年 - 慶應義塾志木高等学校 卒業[3]
- 1985年 - 外務公務員採用I種試験に大学3年で合格[1]
- 1986年 - 外務省 入省[1]
- 1987年 - 慶應義塾大学法学部法律学科 卒業[1]
- 1989年 - カールトン・カレッジ政治学科卒業[4]、在アメリカ合衆国日本国大使館二等書記官[5]
- 1993年 - 外務省アジア局南東アジア第二課　課長補佐
- 1994年 - 経済局　課長補佐
- 1996年 - 条約局条約課　課長補佐
- 1997年 - 条約局条約課　首席事務官
- 1999年 - 在英国日本国大使館　一等書記官
- 2002年 - 外務省北米局日米安全保障条約課 日米地位協定室長[1]
- 2004年 - 総合外交政策局総務課　主任外交政策調整官[1]
- 2006年 
  - 3月 - アジア大洋州局南東アジア第二課長[1]
  - 8月 - アジア大洋州局北東アジア課長[1]
- 2009年 - 在中華人民共和国日本国大使館　参事官[1]
- 2010年 - 在中華人民共和国日本国大使館　公使[1]
- 2012年 - 在アメリカ合衆国日本国大使館　公使[1]
- 2015年 - 外務省大臣官房参事官兼北米局、アジア大洋州局[1]
- 2016年
  - 6月  - 外務省大臣官房付、内閣官房国家安全保障局参事官[1]
  - 7月 - 内閣官房国家安全保障局審議官[1]
- 2019年 - 外務省総合外交政策局長[1][6]
- 2021年 - 外務審議官 (政務担当)[1][7]
- 2023年
  - 8月 - 外務省大臣官房付[8]
  - 10月24日 - 駐米大使（12月1日着任、2024年2月27日に信任状捧呈[9]）

## 同期
以下、年表記は西暦下2桁のみ。
- 石川浩司（22年シンガポール大使・20年官房長・19年南部アジア部長）
- 岩間公典（20年デュッセルドルフ総領事）
- 牛尾滋（19年ポルトガル大使・18年アフリカ部長）
- 宇山智哉（21年WTO事務局長上級補佐官）
- 大鷹正人（20年ハンガリー大使・19年外務報道官）
- 河原節子（22年デュッセルドルフ総領事・21年公務員研修所副所長・18年フランクフルト総領事）
- 木村徹也（20年国連日本政府代表部大使・17年ミュンヘン総領事）
- 四方敬之（21年内閣広報官・20年外務省経済局長）
- 進藤雄介（21年在デトロイト日本国総領事・18年パキスタン公使・15年軍縮会議公使）
- 鈴木量博（20年トルコ大使・18年北米局長）
- 淵上隆（14年ドミニカ共和国大使）
- 三上正裕（19年カンボジア大使・17年国際法局長）
- 道井緑一郎（19年出入国管理庁審議官）
- 南博之（20年コンゴ民主共和国大使）
- 久島直人（20年国際平和協力本部事務局長）
- 吉田朋之（20年外務報道官・19年中南米局長・17年軍縮不拡散・科学部長）
- 若林啓史（16年東北大学教授）